# Jolanda Neff
Jolanda Neff (ur. 5 stycznia 1993 w St. Gallen) – szwajcarska kolarka górska i szosowa, mistrzyni olimpijska w kolarstwie górskim (2020), wielokrotna medalistka mistrzostw świata i Europy MTB oraz najmłodsza zdobywczyni Pucharu Świata MTB XCO w historii.

## Kariera
Pierwszy sukces w karierze Jolanda Neff osiągnęła w 2011 roku, kiedy zdobyła złoty medal w kategorii juniorek podczas mistrzostw Europy MTB w Dohňanach. Na rozgrywanych rok później mistrzostwach świata MTB w Leogang zwyciężyła w kategorii U-23, a w cross-country eliminator zajęła drugie miejsce za Szwedką Alexandrą Engen. W kategorii U-23 zwyciężyła również na rozgrywanych w 2012 roku mistrzostwach Europy w Moskwie. W 2013 roku przeszła na zawodowstwo podpisując umowę z Giant Pro XC Team i zdobyła trzy medale: srebrny w sztafecie na ME w Bernie oraz złoty w U-23 i ponownie srebrny w eliminatorze podczas mistrzostw świata w Pietermaritzburgu. W sezonie 2014 Pucharu Świata MTB stawała na podium w czterech z siedmiu zawodów, odnosząc przy tym trzy zwycięstwa: 13 kwietnia w Pietermaritzburgu, 3 sierpnia w Mont-Sainte-Anne i 24 sierpnia w Méribel. W klasyfikacji końcowej zajęła pierwsze miejsce, wyraźnie wyprzedzając Catharine Pendrel z Kanady i Tanję Žakelj ze Słowenii.
Od sezonu 2017 jeździła w barwach Kross Racing Team razem z Mają Włoszczowską, Bartłomiejem Wawakiem i Fabianem Gigerem. W tym samym roku w Cairns zdobyła tytuł mistrzyni świata w kolarstwie górskim, a w 2018 roku zdobyła złoty medal w tej dyscyplinie sportowej na Mistrzostwach Europy w Glasgow i ponownie wygrała Puchar Świata MTB XCO.
Na igrzyskach olimpijskich w Tokio wywalczyła złoty medal w cross-country.
Startuje także w kolarstwie przełajowym.

## Ważniejsze osiągnięcia

### 2018
- Puchar Świata w kolarstwie górskim
- złoty medal: Mistrzostwa Europy w kolarstwie górskim 2018 w Glasgow

### 2017
- złoty medal: Mistrzostwa Świata 2017 w Cairns

### 2015
- złoty medal: Igrzyska Europejskie 2015 – Baku
- złoty medal: Mistrzostwa Europy 2015 MTB XCO – Lamosano di Chies D'Alpago
- srebrny medal: Mistrzostwa Europy 2015 MTB XCM – Lamosano di Chies D'Alpago
- 9 m. Mistrzostwa Świata 2015 MTB XCO – Valnord
- 3 m. Mistrzostwa Szwajcarii MTB XCO – Langendorf
- 2 m. Puchar Świata MTB XCO #6 – Val di Sole
- 2 m. Puchar Świata MTB XCO #5 – Windham
- 1 m. Puchar Świata MTB XCO #4 – Mont-Sainte-Anne
- 4 m. Puchar Świata MTB XCO #3 – Lenzerheide
- 1 m. Puchar Świata MTB XCO #2 – Albstadt
- 1 m. Puchar Świata MTB XCO #1 – Nové Mesto na Morave
- 1 m. Klasyfikacja generalna Pucharu Świata MTB XCO
- 1 m. Ranking UCI

### 2014
- złoty medal: Mistrzostwa Świata 2014 MTB XCO U23 – Hafjell
- srebrny medal: Mistrzostwa Świata 2014 MTB XCO (sztafeta) – Hafjell
- srebrny medal: Mistrzostwa Europy 2014 MTB XCO U23 – St. Wendel
- 5 m. Mistrzostwa Europy 2014 MTB XCE (elita) – St. Wendel
- 1 m. Mistrzostwa Szwajcarii MTB XCO (elita) – Lostdorf
- 2 m. Mistrzostwa Szwajcarii MTB XCE (elita) – Lostdorf
- 1 m. Puchar Świata MTB XCO #7 – Méribel
- 4 m. Puchar Świata MTB XCO #6 – Windham
- 1 m. Puchar Świata MTB XCO #5 – Mont-Sainte-Anne
- 3 m. Puchar Świata MTB XCO #4 – Albstadt
- 5 m. Puchar Świata MTB XCO #3 – Nové Mesto na Morave
- 9 m. Puchar Świata MTB XCO #2 – Cairns
- 1 m. Puchar Świata MTB XCO #1 – Pietermaritzburg
- 1 m. Klasyfikacja generalna Pucharu Świata MTB XCO
- 3 m. Puchar Świata MTB XCE #1 – Cairns
- 1 m. Ranking UCI

### 2013
- złoty medal: Mistrzostwa Świata 2013 MTB XCO U23 – Pietermaritzburg
- srebrny medal: Mistrzostwa Świata 2013 MTB XCE (elita) – Pietermaritzburg
- srebrny medal: Mistrzostwa Europy 2013 MTB sztafeta – Berno
- 5 m. Mistrzostwa Świata 2013 MTB (sztafeta) – Pietermaritzburg
- 4 m. Mistrzostwa Europy 2013 MTB XCO U23 – Berno
- 1 m. Mistrzostwa Szwajcarii MTB XCO U23 – Lenzerheide
- 1 m. Mistrzostwa Szwajcarii MTB XCE (elita) – Lenzerheide
- 9 m. Puchar Świata MTB XCO #6 – Hafjell
- 7 m. Puchar Świata MTB XCO #5 – Mont Sainte Anne
- 7 m. Puchar Świata MTB XCO #4 – Vallnord
- 14 m. Puchar Świata MTB XCO #3 – Val di Sole
- 8 m. Puchar Świata MTB XCO #2 – Nové Mesto na Morave
- 14 m. Puchar Świata MTB XCO #1 – Albstadt
- 6 m. Klasyfikacja generalna Pucharu Świata MTB XCO
- 5 m. Puchar Świata MTB XCE #5 – Hafjell
- 4 m. Puchar Świata MTB XCE #4 – Vallnord
- 4 m. Puchar Świata MTB XCE #3 – Val di Sole
- 9 m. Puchar Świata MTB XCE #2 – Nové Mesto na Morave
- 8 m. Puchar Świata MTB XCO #1 – Albstadt
- 4 m. Klasyfikacja generalna Pucharu Świata MTB XCE
- 6 m. Ranking UCI

### 2012
- złoty medal: Mistrzostwa Świata MTB XCO 2012 U23 – Saalfelden am Steinernen Meer
- srebrny medal: Mistrzostwa Świata MTB XCE 2012 (elita) – Saalfelden am Steinernen Meer
- złoty medal: Mistrzostwa Europy MTB XCO 2012 U23 – Moskwa
- 1 m. Mistrzostwa Szwajcarii MTB XCO U23 – Balgach
- 1 m. Puchar Świata MTB XCO U23 #7 – Val d’Isère
- 1 m. Puchar Świata MTB XCO U23 #6 – Windham
- 4 m. Puchar Świata MTB XCO U23 #5 – Mont-Sainte-Anne
- 1 m. Puchar Świata MTB XCO U23 #3 – Nové Mesto na Morave
- 4 m. Puchar Świata MTB XCO U23 #2 – Houffalize
- 3 m. Klasyfikacja generalna Pucharu Świata MTB XCO U23
- 22 m. Ranking UCI

## Puchar Świata

### Miejsca na podium XCO (elita)
| Sezon PŚ | 1. miejsce | 2. miejsce | 3. miejsce | Razem |
| 2013     | –          | –          | –          | –     |
| 2014     | 3          | –          | 1          | 4     |
| 2015     | 3          | 2          | –          | 5     |
| 2016     | 2          | –          | 1          | 3     |
| 2017     | –          | –          | 1          | 1     |
| Suma     | 8          | 2          | 3          | 13    |

### Miejsca na podium XCE (elita)
| Sezon PŚ | 1. miejsce | 2. miejsce | 3. miejsce | Razem |
| 2013     | –          | –          | –          | –     |
| 2014     | –          | –          | 1          | 1     |
| Suma     | 0          | 0          | 1          | 1     |